# Adam Mickiewicz

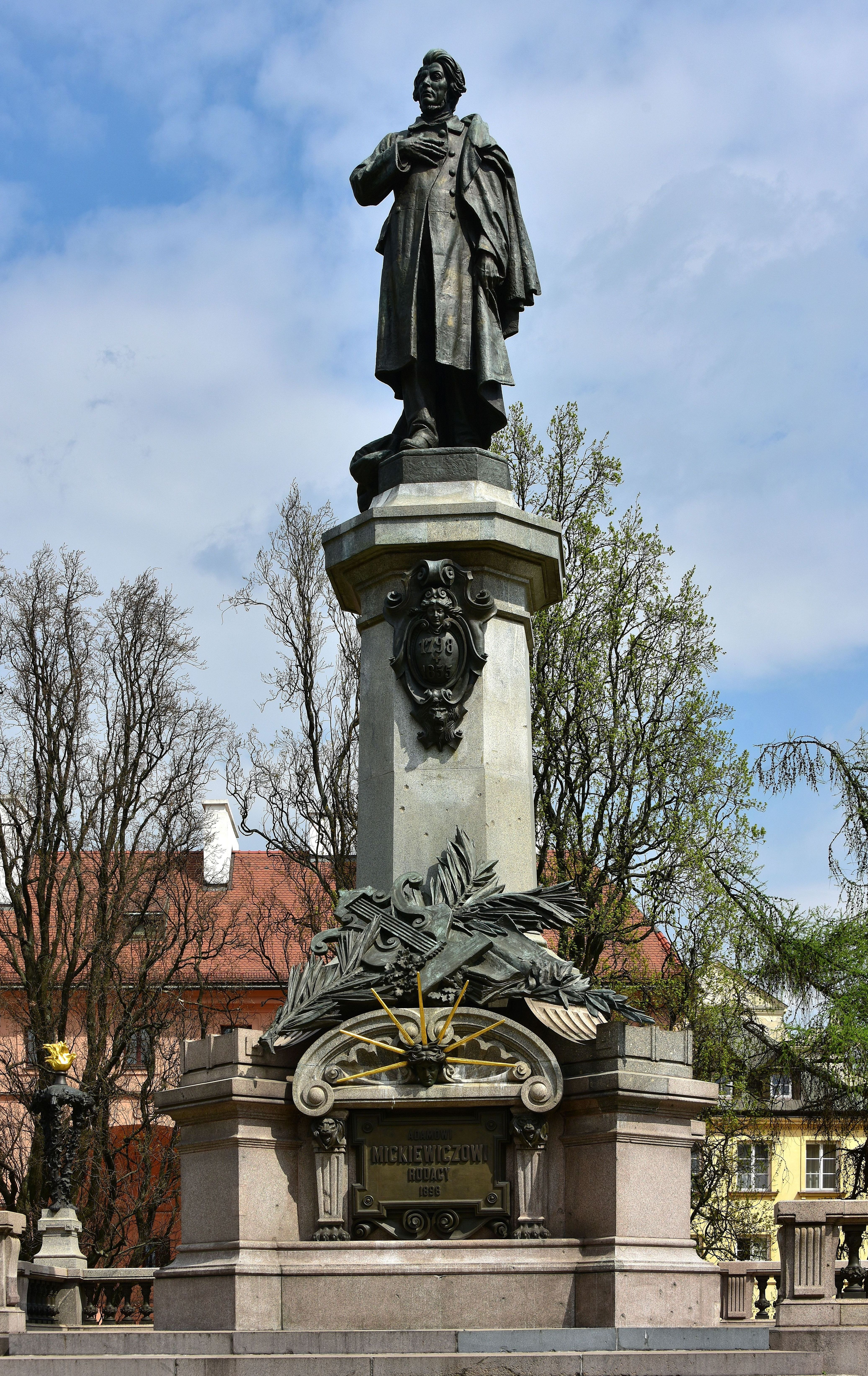
Escultura de Adam Mickiewicz en Varsovia.

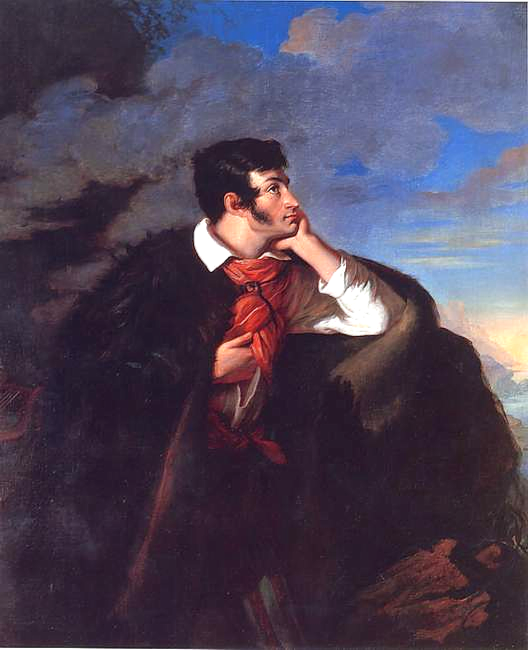
Adam Mickiewicz por Walenty Wańkowicz.

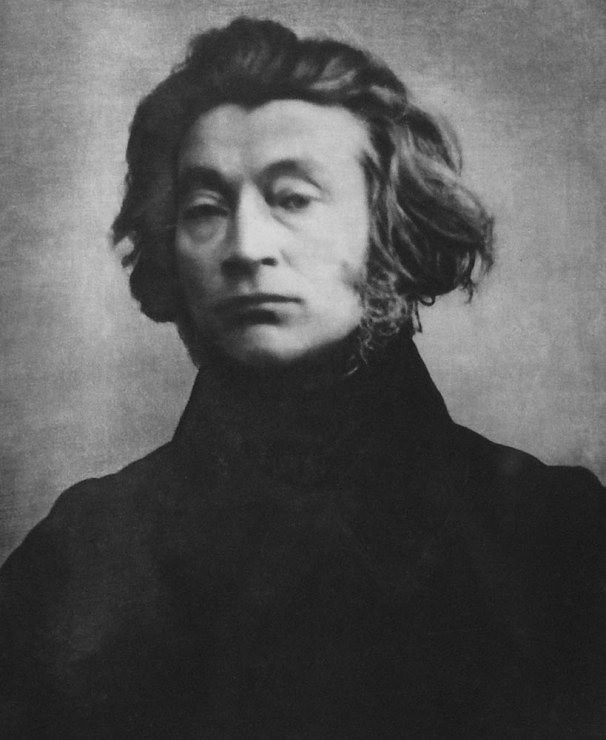
Daguerrotipo de Adam Mickiewicz

Adam Bernard Mickiewicz de Poraj (pronunciado /mitskiévich de pórai/ en fonética española; Nowogródek, Polonia, 24 de diciembre de 1798- Constantinopla, 26 de noviembre de 1855) fue un poeta y patriota polaco, cuya obra marca el comienzo del Romanticismo en su país. Se le conoce sobre todo como el autor del poema dramático Dziady y la epopeya nacional Pan Tadeusz, la cual es considerada la última gran epopeya de la nobleza polaco-lituana.
Hay un gran debate sobre la nacionalidad del poeta. Algunos polacos reclaman a Adam Mickiewicz como autor polaco ya que escribió en ese idioma, además de estar enterrado en Cracovia. Otros lo denominan lituano ya que en el comienzo de la epopeya Pan Tadeusz, comienza con la frase "Oh, Lituania". El término “Lituania” usado por Mickiewicz se refiere más a una región geográfica que a un país. Mickiewicz había sido criado en la cultura de la unión polaco-lituana, un estado multicultural que había ocupado la mayoría de lo que hoy son los países independientes de Polonia, Lituania, Bielorrusia y Ucrania; mientras que los bielorrusos lo reclaman basándose en el lugar físico donde nació, actualmente en Bielorrusia.

## Biografía

### Infancia
Adam Mickiewicz nació el 24 de diciembre de 1798, bien en la finca de su tío paterno en Zaosie (actual Zavosse), cerca de Navahrudak (en polaco, Nowogródek) o en la propia Navahrudak en lo que entonces formaba parte del Imperio ruso y ahora es Bielorrusia. La región estaba en la periferia de Lituania propiamente dicha y había formado parte del Gran Ducado de Lituania hasta la Tercera Partición de la Mancomunidad Polaco-Lituana (1795).Su clase alta, incluida la familia de Mickiewicz, eran Polacos o Polonizados.  El padre del poeta, Mikołaj Mickiewicz, abogado, era miembro de la nobleza polaca (szlachta) y llevaba el escudo de armas de Poraj hereditario. La madre de Adam era Barbara Mickiewicz, de soltera Majewska y le estuvo impartiendo clases durante su infancia en Nowogródek. Adam era el segundo hijo de la familia. 
Mickiewicz pasó su infancia en Navahrudak, inicialmente instruido por su madre y tutores privados. De 1807 a 1815 asistió a una escuela de la Dominicana siguiendo un plan de estudios que había sido diseñado por la ya desaparecida Comisión de Educación Nacional polaca, que había sido el primer ministerio de educación del mundo.  Fue un estudiante mediocre, aunque activo en juegos, obras de teatro y similares.

### Formación
En septiembre de 1815, Mickiewicz se matriculó en la Universidad Imperial de Vilna (en polaco, Wilno), estudiando para ser maestro. Después de graduarse, fue profesor en una escuela secundaria en Kaunas hasta 1823. En 1818 publicó su primer poema: "Zima miejska" ("Ciudad de Invierno"). Su primera obra de relevancia fue "Grażyna", traducida a más de quince idiomas.

### Trayectoria
A lo largo de su vida luchó por la independencia de Polonia con respecto a Rusia, de donde estuvo exiliado desde 1824 por sus actividades revolucionarias durante su época de estudiante. Estuvo viajando por Europa, hasta asentarse en Francia como profesor de literatura en el Colegio de Francia. Previamente había conocido a Zygmunt Krasiński (considerado uno de los Tres Bardos) en Génova, durante un viaje que hizo con su amigo Antoni Edward Odyniec por toda Italia. También estuvo en Berlín, Dresde y Leipzig (llegó incluso a entablar conversación con Goethe). 
Durante la guerra de Crimea, se mudó a Constantinopla (actualmente Estambul), en el Imperio otomano, como representante del Gobierno francés. Preparó junto a Michał Czajkowski la intervención del ejército polaco en la guerra, apoyando al bando otomano contra Rusia. Mickiewicz regresó enfermo, y falleció el 26 de noviembre. Se desconoce la causa de la muerte, aunque todo apunta a que fue envenenado por enemigos políticos.
Los restos de Adam Mickiewicz fueron llevados de vuelta a Polonia el 4 de julio de 1861, tras haber sido previamente enterrado en Montmorency (Francia) y fue enterrado en la Catedral de Wawel, en Cracovia, lugar de reposo de la gran mayoría de los políticos y artistas polacos de gran prestigio.

## Características de su obra
Sus poemas abordan temas nacionalistas polacos y presentan una imagen heroica, si bien melodramática, del alma humana, y una visión byroniana de la libertad y el heroísmo. Sus obras han sido traducidas a la mayoría de las lenguas europeas. Entre las traducidas al español se encuentran los poemas épicos Grażyna (1823) y Pan Tadeusz (1834), el poema dramático Dziady (Los antepasados, 1823), y el poema histórico Konrad Wallenrod (1828), que es el relato de una venganza patriótica, a resultas del cual tuvo que abandonar Rusia y establecerse en París.
En la década de 1830 trabajó en una obra de ciencia ficción, L'histoire d'avenir (Una Historia del Futuro), donde predijo invenciones similares a la radio y la televisión. Escrito en francés, nunca se completó y fue parcialmente destruida por el autor.
También fue autor de varios poemas infantiles, tales como El retorno de papá (Powrót Taty), Pani Twardowska (La Sra. Twardowska) y de fábulas en verso.

## Obras más conocidas
- Oda do młodości, (Oda a la Juventud),1820
- Ballady i romanse (Baladas y romances), 1822
- Grażyna, 1823
- Sonety krymskie (Los sonetos crimeanos), 1826
- Konrad Wallenrod, 1828
- Księgi narodu polskiego i pielgrzymstwa polskiego (Los libros del pueblo polaco y de la peregrinación polaca), 1832
- Pan Tadeusz, 1834
- Liryki lozańskie (Lausanne Lyrics), 1839–40
- Dziady, 1823 (publicado después de su muerte)
- L'histoire d'avenir, no publicada

Fuente: Trabajos de o acerca de Adam Mickiewicz en Internet Archive

## Obra traducida al español
- Vicente Tortajada, trad., Sonetos de Crimea, Sevilla, Editorial Renacimiento, 2000. ISBN 8489371989.
- Antonio Benítez Burraco, trad., Sonetos de Crimea - Farys de Adam Mickiewicz, Valladolid, Universidad de Valladolid, Secretariado de Publicaciones e Intercambio Editorial, 2007. ISBN 978-84-8448-418-9.

## Legado

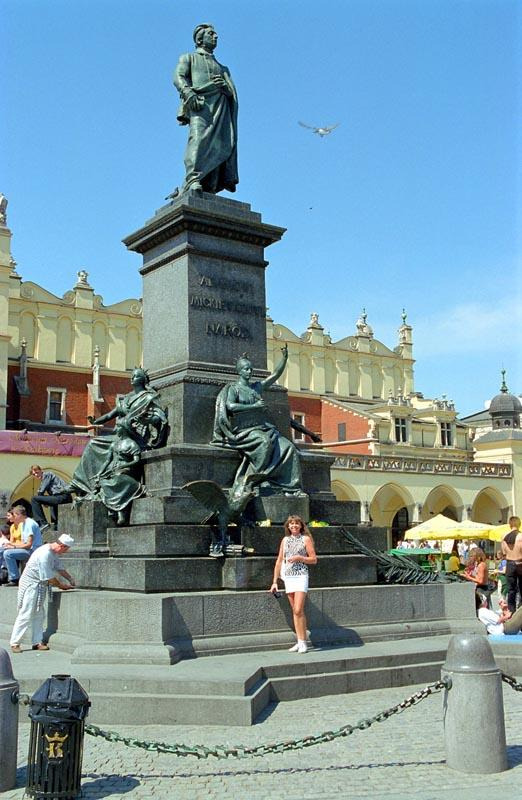
Monumento a Adam Mickiewicz en Cracovia, Polonia

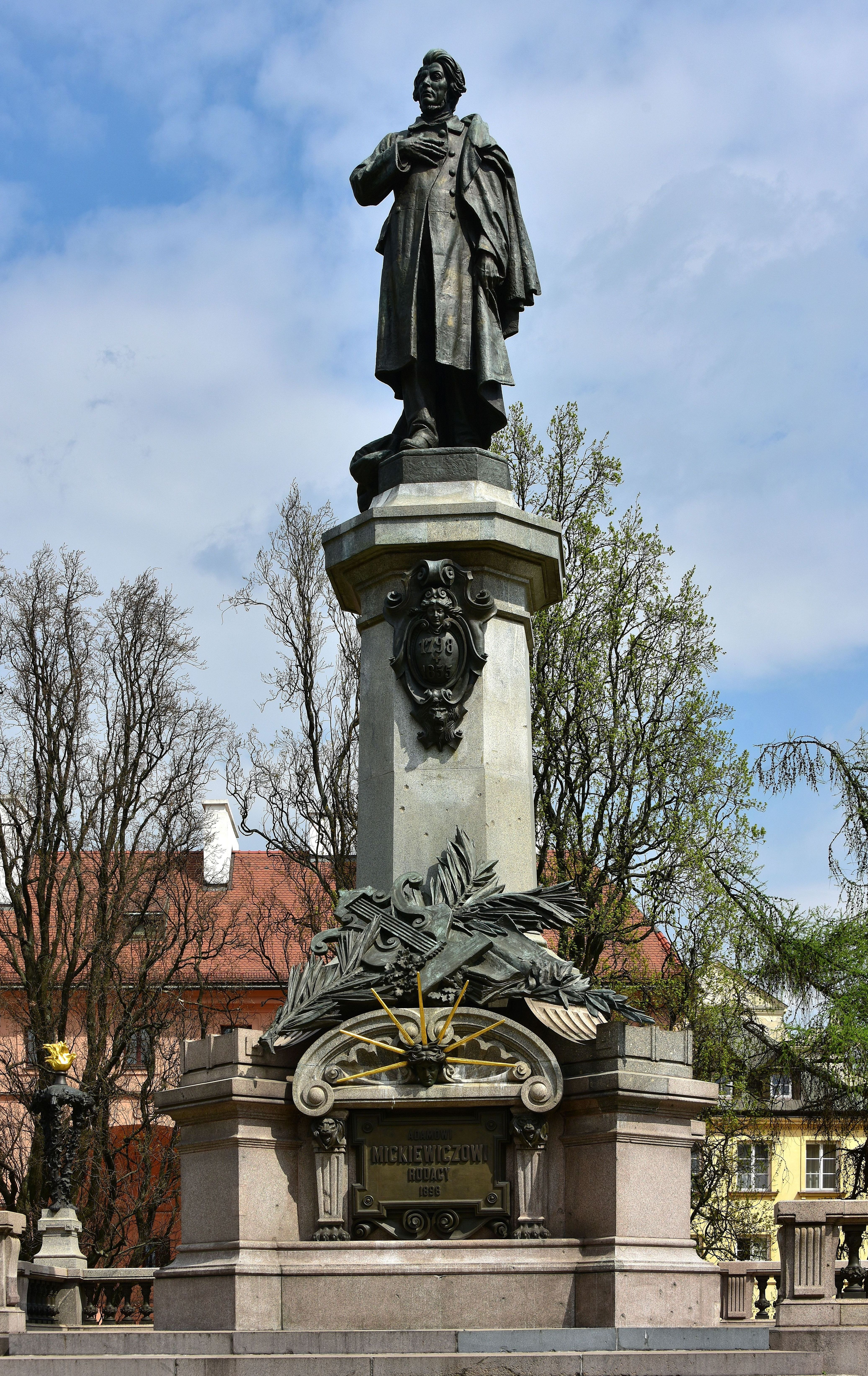
Monumento a Adam Mickiewicz en Varsovia, Polonia

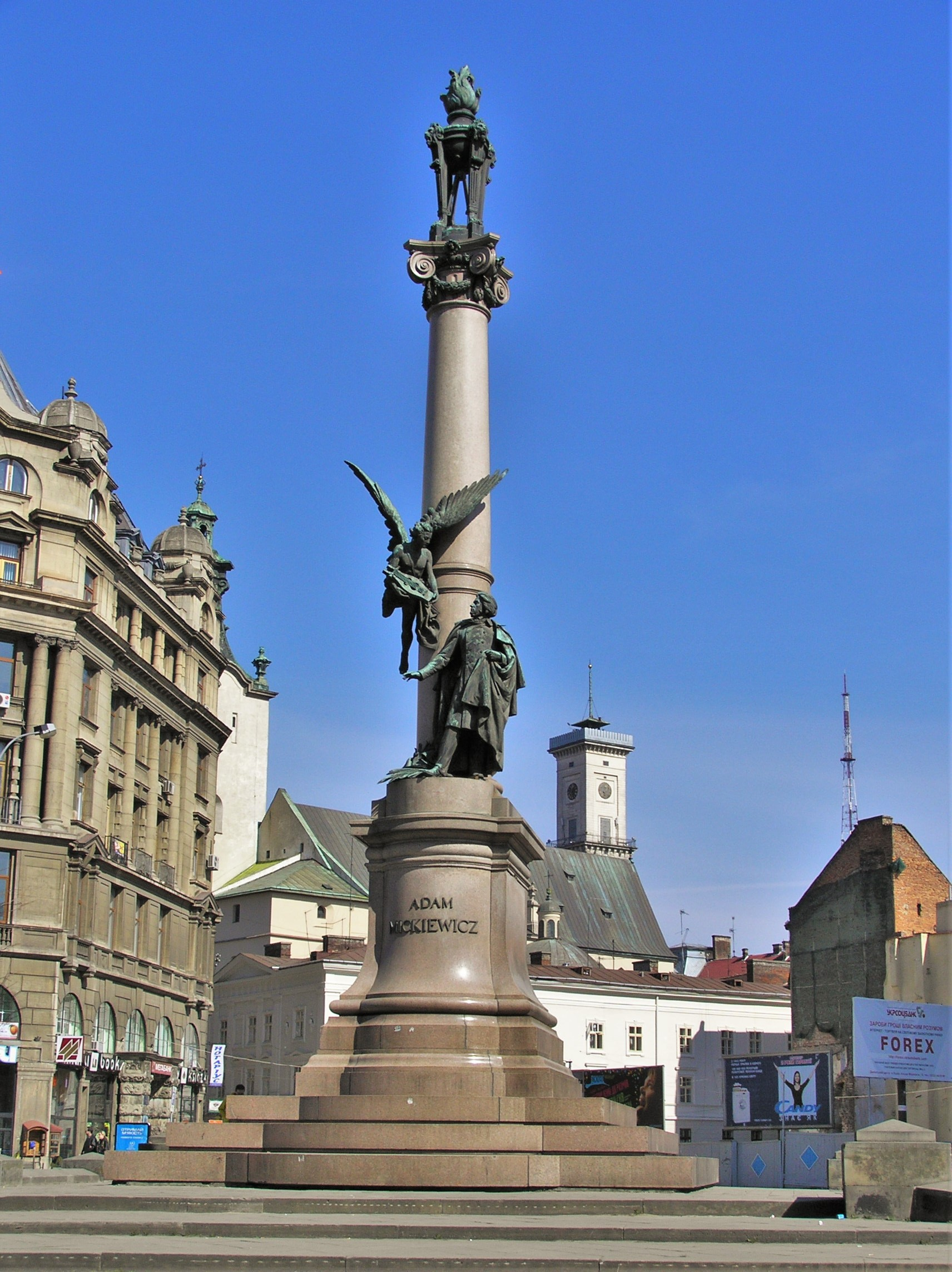
Monumento a Adam Mickiewicz en Lviv, Ucrania

Mickiewicz, figura primordial del romanticismo polaco, es considerado uno de los tres bardos de Polonia (los otros son Zygmunt Krasiński y Juliusz Słowacki) y el mayor poeta de toda la literatura polaca.
Mickiewicz ha sido considerado durante mucho tiempo como el poeta nacional de Polonia y es una figura venerada en Lituania. También se le considera uno de los mayores poetas eslavos y europeos. y Europea
 Se le ha descrito como un "bardo eslavo". Fue uno de los principales dramaturgos románticos y  ha sido comparado en Polonia y en Europa con Byron y Goethe.
La importancia de Mickiewicz se extiende más allá de la literatura a las esferas más amplias de la cultura y la política; Wyka escribe que fue un "cantor y poeta épico del pueblo polaco y un peregrino de la libertad de las naciones". Los estudiosos han utilizado la expresión "culto a Mickiewicz" para describir la reverencia en la que se le tiene como "profeta nacional". Al enterarse de la muerte de Mickiewicz, su compañero bardo Krasiński escribió:

Para los hombres de mi generación, él era leche y miel, hiel y sangre de la vida: todos descendemos de él. Nos llevó en el oleaje de su inspiración y nos lanzó al mundo.

Edward Henry Lewinski Corwin describió las obras de Mickiewicz como prometeicas, como "llegando a más corazones polacos" que los otros bardos polacos, y afirmó la valoración del crítico danés Georg Brandes de las obras de Mickiewicz como "más saludables" que las de Byron, Shakespeare, Homero y Goethe. Koropeckyi escribe que Mickiewicz ha "informado los fundamentos de (muchos) partidos e ideologías" en Polonia desde el siglo XIX hasta hoy, "hasta los raperos de los bloques postsocialistas de Polonia, que de alguna manera todavía pueden declarar que 'si Mickiewicz estuviera vivo hoy, sería un buen rapero'". Mientras que la popularidad de Mickiewicz ha perdurado dos siglos en Polonia, es menos conocida en el extranjero, pero en el siglo XIX se ganó una importante fama internacional entre "los pueblos que se atrevieron a resistir el poderío brutal de los imperios reaccionarios".
Se ha escrito mucho sobre Mickiewicz, aunque la gran mayoría de esta literatura académica y popular sólo está disponible en polaco. Las obras dedicadas a él, según Koropeckyi, autor de una biografía en inglés de 2008, "podrían llenar una o dos buenas estanterías". Koropeckyi señala que, aparte de la literatura especializada, sólo se han publicado cinco biografías de Mickiewicz en inglés. También escribe que, aunque muchas de las obras de Mickiewicz se han reimpreso en numerosas ocasiones, ningún idioma cuenta con una "edición crítica definitiva de sus obras".

### Museos
En Europa hay varios museos dedicados a Mickiewicz. En Varsovia hay un Museo de Literatura Adam Mickiewicz. Su casa en Navahrudak es ahora un museo (Museo Adam Mickiewicz, Navahrudak); al igual que la casa donde vivió y murió en Constantinopla (Museo Adam Mickiewicz, Estambul). En París, Francia, existe un Museo Adam Mickiewicz.